# Otcovství

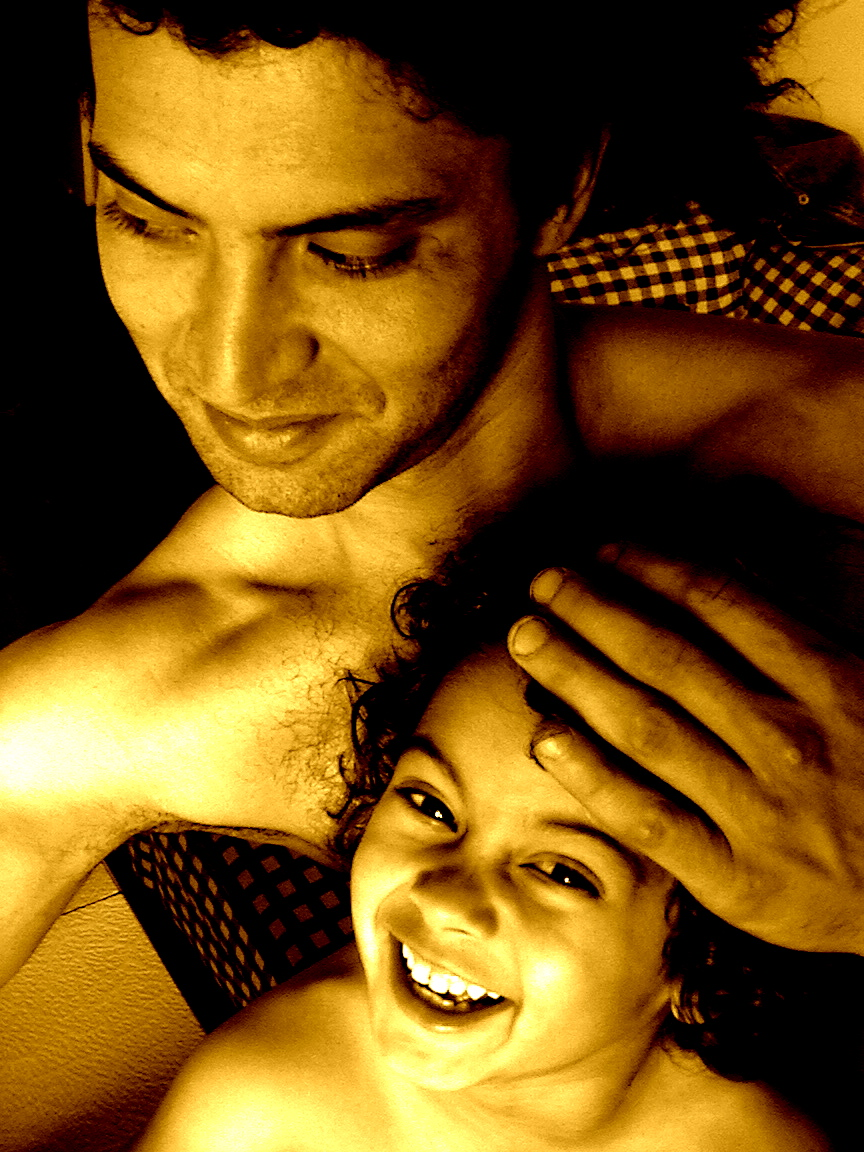
otec se synem

Otcovství či paternita je u člověka vztah otce k dítěti, podobně jako mateřství je vztah matky k dítěti. Lze rozlišit různé aspekty otcovství, zejména
- biologický – biologickým otcem je ten, jehož sperma oplodnilo matku dítěte;
- právní – z hlediska práva je otcem muž, který má vůči dítěti práva a povinnosti otce;
- sociální – sociálním otcem je muž, který vůči dítěti vykonává roli otce. Je to ten, kdo dítě vychovává a koho dítě jako otce přijímá. Může to být biologický otec, ale i otčím, biologický děd, starší bratr a podobně.

## Určení otcovství v českém právu
Právní úprava otcovství se do 31. prosince 2013 nacházela v zákoně č. 94/1963 Sb., o rodině. Od 1. ledna 2014 je upravena v zákoně č. 89/2012 Sb., občanský zákoník.
Na rozdíl od určení matky, kterou je vždy ta žena, která dítě porodila, otcovství se určuje podle vyvratitelných právních domněnek, což znamená, že platí, pokud nebude prokázán opak. Jejich aplikace je dána v přesně daném pořadí (první → druhá → třetí), tedy teprve pokud je vyloučena domněnka předchozí, je možné se zabývat domněnkou další v pořadí.
1. První domněnka – Otcovství platí pro manžela matky, pokud se dítě narodí v době od uzavření manželství do uplynutí třístého dne po zániku manželství. Platí též pro pozdějšího manžela matky, i když se dítě narodilo před uplynutím třístého dne po zániku předchozího manželství.[2] To platí i v případě, jestliže manželství zaniklo nebo bylo prohlášeno za neplatné. Občanský zákoník nově, na rozdíl od úpravy obsažené v zákoně o rodině, u této domněnky stanoví, že lhůta do uplynutí třístého dne platí i v případě, pokud byl manžel matky prohlášen za nezvěstného. Zakotvením priority této domněnky se vychází z účelu manželství a v praxi předpokládaného a obvyklého stavu, že manželství přináší děti, a proto není nutné nic dokazovat. Dítě tak má od narození založené rodinněprávní (dědické, majetkové) vztahy k matce, k otci a jejich prostřednictvím k dalším příbuzným.
2. Druhá domněnka – Nastupuje v případě, že je první domněnka vyloučena (např. dítě porodila neprovdaná žena) nebo otcovství z první domněnky je pravomocně popřeno. Pokud se dítě narodí v době, kdy probíhá rozvodové řízení nebo po třístém dni po rozvodu a bývalý manžel uvádí, že dítě není jeho, zatímco jiný muž se k dítěti hlásí, má se za to, že otcem je tento muž, připojí-li se matka k oběma prohlášením. Prohlášení manžela, popřípadě bývalého manžela a muže, který tvrdí, že je otcem dítěte a matka dítěte se činí v řízení před soudem, zahájeném na návrh jednoho z nich, který lze podat do jednoho roku od narození dítěte, pak je otcovství určeno souhlasným prohlášením rodičů učiněným před matričním úřadem nebo před okresním soudem obvykle určeném podle bydliště dítěte. V případě nezletilého rodiče je nutné tak učinit vždy před soudem. Souhlasným prohlášením rodičů lze určit otcovství k dítěti ještě nenarozenému, je-li již počato. K souhlasnému prohlášení může dojít kdykoli během života rodičů. Prohlášení musí být učiněno oběma rodiči dobrovolně, ústně, srozumitelně a zcela konkrétně. U nezletilého rodiče a u rodiče trpícího duševní poruchou platí zvláštní právní úprava.[3]
3. Třetí domněnka – Nastupuje v případě, že nedošlo k určení otcovství podle první a druhé právní domněnky. Dítě, matka nebo i muž, který o sobě tvrdí, že je otcem, mohou navrhnout, aby otcovství určil soud. Dítě musí být v procesu vždy zastoupeno kolizním opatrovníkem, kterého mu ustanoví soud, zpravidla jím bývá orgán sociálně-právní ochrany dětí. Pro podání návrhu neplynou žádné lhůty. Za otce se podle této domněnky považuje muž, který s matkou dítěte souložil v rozhodné době, od které do narození dítěte neuběhlo méně než 160 a více než 300 dní, pokud jeho otcovství nevylučují závažné okolnosti. V průběhu soudního řízení je třeba prokázat, že muž, který byl označen za otce nezletilého dítěte, měl skutečně s matkou dítěte v této době pohlavní styk. Otcovství, které bylo určeno na základě pravomocného soudního rozhodnutí, již nelze popírat. Dosud vyvratitelná domněnka se tak vlastně stává domněnkou nevyvratitelnou. Soud řízení zastaví, jestliže zemře muž, který tvrdil, že je otcem a matka nebo dítě v řízení nechtějí pokračovat. Jestliže je dítě počato umělým oplodněním, je otcem ten muž, který k tomuto početí dal souhlas.[4]

### Popírání otcovství
Dle zákona o rodině mohl manžel do šesti měsíců ode dne, kdy mu vznikly důvodné pochybnosti o tom, že je otcem dítěte, popřít otcovství. Novela zákona o rodině ji prodloužila až v březnu 2012 na tři roky. Pokud tedy muž do tří let věku dítěte neodhalil, že potomek ve skutečnosti není jeho, neměl už nárok, aby otcovství popřel. Musel tedy nadále platit výživné. Toto změnil od 1. ledna 2014 občanský zákoník, který popěrnou lhůtu prodloužil až do šesti let věku dítěte. Tato lhůta se tedy oproti dosavadní úpravě prodloužila o tři roky.
Délka popěrné lhůty stanovená občanským zákoníkem je v souladu s judikaturou Evropského soudu pro lidská práva a vychází i z délky popěrných lhůt stanovených v některých zahraničních právních úpravách jako například na Slovensku (tři roky) nebo ve Francii (pět a deset let).
Popření první domněnky otcovství
Pokud se dítě narodí v době mezi stošedesátým dnem od uzavření manželství a třístým dnem od jeho zániku nebo prohlášení za neplatné, může manžel matky dítěte popřít své otcovství jen tehdy, pokud je vyloučeno, aby skutečně byl otcem dítěte. Takový důkaz se provádí znaleckým posudkem. K popření otcovství dítěte narozeného před stošededesátým dnem od uzavření manželství postačí pouhé prohlášení manžela, musí se však jednat o případ, kdy s matkou dítěte nesouložil v době od stošedesátého do třístého dne před narozením dítěte nebo o případ, kdy manžel o těhotenství matky dítěte při uzavírání manželství nevěděl. Kromě toho lze ale první domněnku vyloučit také na základě souhlasného prohlášení matky dítěte, jejího manžela a dalšího muže, který prohlásí, že je otcem. Je-li rozhodnuto, že pozdější manžel není otcem dítěte znovu provdané matky, může u soudu popřít otcovství dřívější manžel, a to do šesti měsíců od okamžiku, kdy se o rozhodnutí dozvěděl. Otcovství k dítěti narozenému v době mezi stošedesátým a třístým dnem od umělého oplodnění, vykonaného se souhlasem manžela matky, nebo se souhlasem jiného muže, když matka není vdaná, bez ohledu na to, jaké genetické látky bylo použito nelze u soudu popřít, ledaže by se prokázalo, že matka otěhotněla jinak. Důkaz se provádí opět znaleckým posudkem.
Uplynula-li lhůta k popření otcovství jedním z rodičů a vyžaduje-li to zájem dítěte a veřejný pořádek, může soud výjimečně zmeškání lhůty prominout (dříve mohl návrh po uplynutí popěrné lhůty podat podle zákona o rodině nejvyšší státní zástupce).

#### Popření druhé domněnky otcovství
Matka dítěte i muž, ačkoli určili otcovství svým souhlasným prohlášením, mohou později otcovství soudně popírat. Pro podání žaloby nicméně běží jen šestiměsíční lhůta od souhlasného prohlášení, u prohlášení učiněnému vůči nenarozenému dítěti však skončí až dovršením jeho šesti měsíců života. Pokud uplyne lhůta k popření otcovství a vyžaduje-li to zájem dítěte a veřejný pořádek, může soud rozhodnout, že zmeškání lhůty promíjí. Navíc tak může učinit i před uplynutím šestiměsíční lhůty, jestliže takto určený otec dítěte jím být nemůže, je-li to ve zřejmém zájmu dítěte a nebudou-li tím porušena základní lidská práva.

#### Popření třetí domněnky otcovství
V případě třetí domněnky žalovaný muž popírá své otcovství v tomtéž řízení, ve kterém se uplatňuje třetí domněnka. Důkaz se také provádí znaleckým posudkem.
Není-li již domnělý otec naživu, určí mu soud opatrovníka, který pak jedná za zemřelého. Zemře-li navrhovatel během řízení, může v něm pokračovat druhý k návrhu oprávněný (avšak zemře-li muž tvrdící, že je otcem, soud řízení zastaví, pokud v něm nepokračují dítě nebo matka). Do šesti měsíců od smrti dítěte mohou podat návrh na určení otcovství i potomci navrhovatele, prokáží-li právní zájem na určení otcovství.

### Znalecký posudek pro určení otcovství
Určení a popření otcovství se v dnešní době provádí metodou DNA profilování, která se využívá i v kriminalistice pro identifikaci osob (viz flipbook). Test otcovství zahrnuje analýzu vzorků DNA od předpokládaného otce a dítěte s cílem potvrdit nebo vyloučit otcovství. Znalecký posudek určuje jaká je pravděpodobnost DNA profilů vyšetřovaných osob (obvykle žalovaného muže, dítěte a matky) za předpokladu, že žalovaný muž je otcem dítěte a jaká je pravděpodobnost DNA profilů vyšetřovaných osob za jiného relevantního předpokladu (obvykle, že otcem dítěte je neznámý nepříbuzný muž). Podílem těchto dvou pravděpodobností (tzv. věrohodnostním poměrem) se mění apriorní pravděpodobnost otcovství na pravděpodobnost aposteriorní. Soud určuje, při které aposteriorní pravděpodobnosti se otcovství považuje za prakticky prokázané. Znalecký posudek je opatřen soudem stanovenými náležitostmi (kulatým razítkem, znaleckou doložkou) a podává jej znalec v oboru zdravotnictví, odvětví genetika. Kromě znaleckých posudků jsou nabízeny i anonymní testy otcovství, kdy není vyžadována autentizace analyzovaných vzorků.
Kontrolou kvality vyšetření otcovství je přinejmenším každoroční účast v externích okružních testech, kdy pořádající organizace rozesílá k analýze slepé vzorky a kontroluje správnost vyšetření a interpretace jednotlivých přihlášených laboratoří. Pro zkušební laboratoře je nejvyšším atestem kvality obdržení akreditace Českého institutu pro akreditace dle normy ISO17025, která kontroluje veškeré aspekty správně provedeného vyšetření (nejen používané metody, ale také systém řízení osob, vzorků, dodavatelů a další body normy).